# Kontrewers (województwo świętokrzyskie)
Kontrewers – wieś w Polsce, położona w województwie świętokrzyskim, w powiecie kieleckim, w gminie Mniów.
W latach 1975–1998 wieś administracyjnie należała do województwa kieleckiego.

## Pochodzenie nazwy
Profesor K. Rymut w Nazwach miejscowych Polski tłumaczy pochodzenie nazwy od określenia kontrowers to jest długoletni spór, szczególnie graniczny, sprawa graniczna, sporna część gruntu, o którą toczy się sprawa.